# 大月市

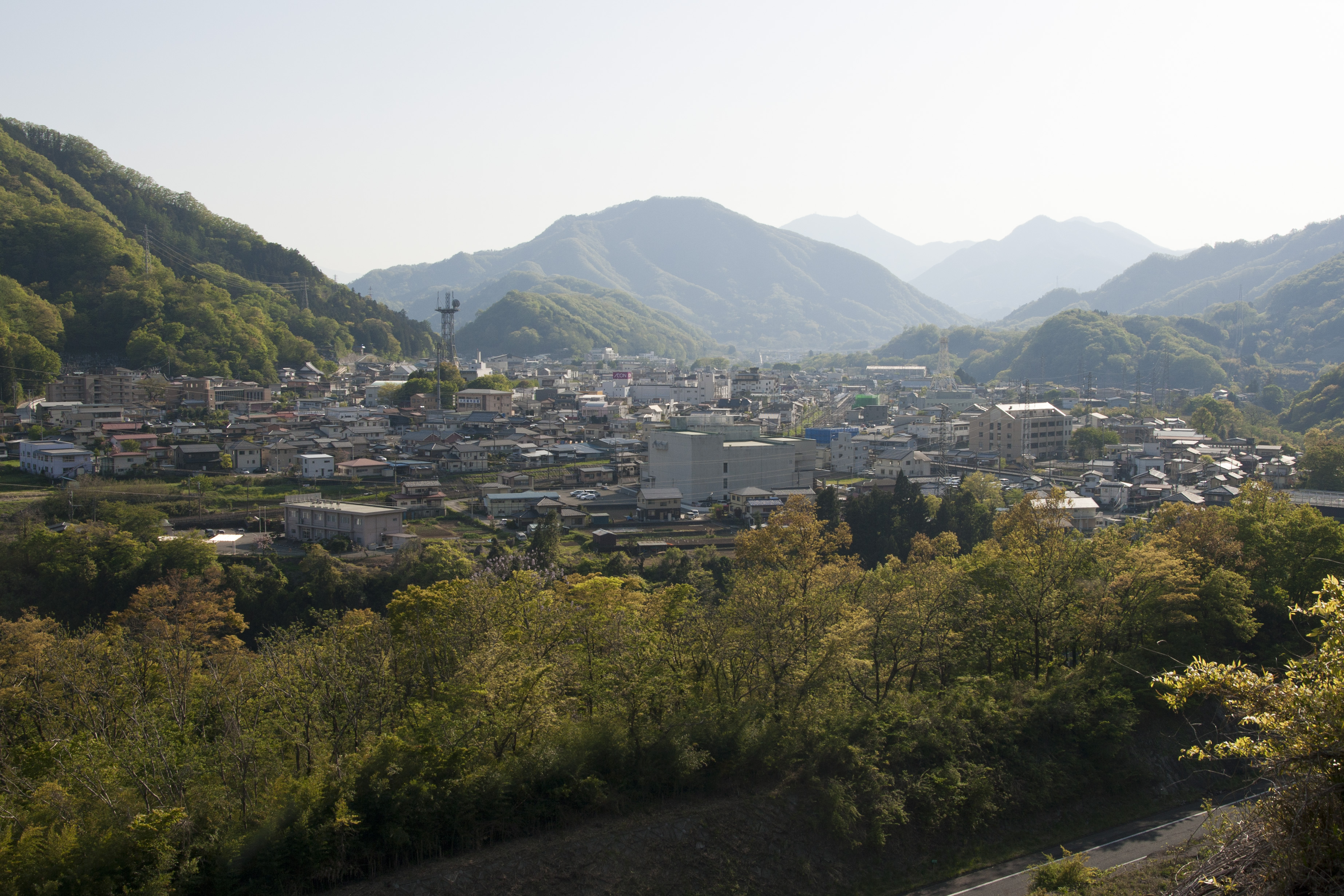
岩殿山麓から大月市街を望む

大月市（おおつきし）は、山梨県東部の郡内地方に位置する人口約2.1万人の市。県東部に位置しており、東京都心からは約75キロメートルの距離にある。

## 地理
市域面積は広大で、郡内地方は秩父山地や御坂山地、丹沢山地などに属する山間部にあり、市街地は南部を東流する桂川（相模川）や支流の笹子川、葛野川などに沿って急峻な山と深い渓谷に挟まれた平坦地に形成されている。
北部は山岳地帯。市街中心地は大月駅周辺の南部に集中しており、この付近に中央自動車道、中央本線、国道20号（甲州街道）が東西に通り、南北を国道139号が通じる。また、富士吉田市方面に通じる富士急行線等も通じる。

### 気候
内陸性気候であるため、夏・冬で気温差が激しい。
1991年から2020年までの平年値による年平均気温は13.3℃、年降水量は1434.3mm。
| 大月（1991年 - 2020年）の気候      | 大月（1991年 - 2020年）の気候 | 大月（1991年 - 2020年）の気候 | 大月（1991年 - 2020年）の気候 | 大月（1991年 - 2020年）の気候 | 大月（1991年 - 2020年）の気候 | 大月（1991年 - 2020年）の気候 | 大月（1991年 - 2020年）の気候 | 大月（1991年 - 2020年）の気候 | 大月（1991年 - 2020年）の気候 | 大月（1991年 - 2020年）の気候 | 大月（1991年 - 2020年）の気候 | 大月（1991年 - 2020年）の気候 | 大月（1991年 - 2020年）の気候 |
| 月                                 | 1月                           | 2月                           | 3月                           | 4月                           | 5月                           | 6月                           | 7月                           | 8月                           | 9月                           | 10月                          | 11月                          | 12月                          | 年                            |
| ---------------------------------- | ----------------------------- | ----------------------------- | ----------------------------- | ----------------------------- | ----------------------------- | ----------------------------- | ----------------------------- | ----------------------------- | ----------------------------- | ----------------------------- | ----------------------------- | ----------------------------- | ----------------------------- |
| 最高気温記録 °C （°F）             | 21.0 (69.8)                   | 24.5 (76.1)                   | 28.1 (82.6)                   | 32.8 (91)                     | 35.4 (95.7)                   | 39.1 (102.4)                  | 39.9 (103.8)                  | 38.2 (100.8)                  | 37.8 (100)                    | 33.7 (92.7)                   | 26.1 (79)                     | 24.9 (76.8)                   | 39.9 (103.8)                  |
| 平均最高気温 °C （°F）             | 8.6 (47.5)                    | 9.8 (49.6)                    | 13.3 (55.9)                   | 19.0 (66.2)                   | 23.6 (74.5)                   | 25.9 (78.6)                   | 30.0 (86)                     | 31.0 (87.8)                   | 26.5 (79.7)                   | 20.6 (69.1)                   | 15.8 (60.4)                   | 11.0 (51.8)                   | 19.6 (67.3)                   |
| 日平均気温 °C （°F）               | 1.8 (35.2)                    | 3.0 (37.4)                    | 6.7 (44.1)                    | 12.1 (53.8)                   | 16.9 (62.4)                   | 20.4 (68.7)                   | 24.2 (75.6)                   | 25.0 (77)                     | 21.1 (70)                     | 15.2 (59.4)                   | 9.3 (48.7)                    | 4.1 (39.4)                    | 13.3 (55.9)                   |
| 平均最低気温 °C （°F）             | −3.3 (26.1)                   | −2.4 (27.7)                   | 1.0 (33.8)                    | 5.9 (42.6)                    | 11.1 (52)                     | 16.0 (60.8)                   | 20.0 (68)                     | 20.7 (69.3)                   | 17.1 (62.8)                   | 11.0 (51.8)                   | 4.3 (39.7)                    | −1.0 (30.2)                   | 8.4 (47.1)                    |
| 最低気温記録 °C （°F）             | −11.6 (11.1)                  | −12.8 (9)                     | −8.9 (16)                     | −3.9 (25)                     | 0.4 (32.7)                    | 7.3 (45.1)                    | 12.6 (54.7)                   | 12.8 (55)                     | 5.5 (41.9)                    | −0.2 (31.6)                   | −4.1 (24.6)                   | −8.5 (16.7)                   | −12.8 (9)                     |
| 降水量 mm （inch）                 | 52.2 (2.055)                  | 45.3 (1.783)                  | 89.9 (3.539)                  | 87.7 (3.453)                  | 101.5 (3.996)                 | 143.6 (5.654)                 | 179.3 (7.059)                 | 179.3 (7.059)                 | 238.4 (9.386)                 | 204.8 (8.063)                 | 68.8 (2.709)                  | 43.6 (1.717)                  | 1,434.3 (56.469)              |
| 平均降水日数 （≥1.0 mm）           | 4.7                           | 5.1                           | 9.3                           | 8.7                           | 9.5                           | 12.1                          | 12.7                          | 10.5                          | 11.8                          | 10.1                          | 6.7                           | 4.5                           | 105.9                         |
| 平均月間日照時間                   | 202.1                         | 188.3                         | 188.5                         | 189.9                         | 194.4                         | 137.1                         | 157.8                         | 188.4                         | 133.1                         | 139.7                         | 163.0                         | 181.6                         | 2,080                         |
| 出典1：Japan Meteorological Agency |                               |                               |                               |                               |                               |                               |                               |                               |                               |                               |                               |                               |                               |
| 出典2：気象庁                      |                               |                               |                               |                               |                               |                               |                               |                               |                               |                               |                               |                               |                               |

### 地域

#### 地域区分
梁川町、富浜町、猿橋町、七保町、賑岡町、大月町、初狩町、笹子町の地域区分がある。

#### 町名
大月市では、一部の区域で住居表示に関する法律に基づく住居表示が実施されている。
| 町名                 | 町名の読み               | 設置年月日   | 住居表示実施年月日 | 住居表示実施直前の町名                 | 備考                 |
| -------------------- | ------------------------ | ------------ | ------------------ | -------------------------------------- | -------------------- |
| 笹子町黒野田         | ささごまちくろのだ       | 1954年8月8日 | 未実施             |                                        |                      |
| 笹子町白野           | ささごまちしらの         | 1954年8月8日 | 未実施             |                                        |                      |
| 笹子町吉久保         | ささごまちよしくぼ       | 1954年8月8日 | 未実施             |                                        |                      |
| 初狩町下初狩         | はつかりまちしもはつかり | 1954年8月8日 | 未実施             |                                        |                      |
| 初狩町中初狩         | はつかりまちなかはつかり | 1954年8月8日 | 未実施             |                                        |                      |
| 大月一〜三丁目       | おおつき                 | 1967年4月1日 | 1967年4月1日       | 大月町大字大月、大月町大字駒橋の各一部 |                      |
| 駒橋一〜三丁目       | こまはし                 | 1967年4月1日 | 1967年4月1日       | 大月町大字駒橋、大月町大字大月の各一部 |                      |
| 御太刀一・二丁目     | みたち                   | 1967年4月1日 | 1967年4月1日       | 大月町大字駒橋、大月町大字大月の各一部 |                      |
| 大月町大月           | おおつきまちおおつき     | 1954年8月8日 | 未実施             |                                        |                      |
| 大月町駒橋           | おおつきまちこまはし     | 1954年8月8日 | 未実施             |                                        |                      |
| 大月町花咲           | おおつきまちはなさき     | 1954年8月8日 | 未実施             |                                        |                      |
| 大月町真木           | おおつきまちまぎ         | 1954年8月8日 | 未実施             |                                        |                      |
| 賑岡町浅利           | にぎおかまちあさり       | 1954年8月8日 | 未実施             |                                        |                      |
| 賑岡町岩殿           | にぎおかまちいわどの     | 1954年8月8日 | 未実施             |                                        |                      |
| 賑岡町奥山           | にぎおかまちおくやま     | 1954年8月8日 | 未実施             |                                        |                      |
| 賑岡町強瀬           | にぎおかまちこわぜ       | 1954年8月8日 | 未実施             |                                        |                      |
| 賑岡町畑倉           | にぎおかまちはたぐら     | 1954年8月8日 | 未実施             |                                        |                      |
| 賑岡町ゆりケ丘       | にぎおかまちゆりがおか   |              | 未実施             |                                        | 町名地番整理実施区域 |
| 七保町浅川           | ななほまちあさかわ       | 1954年8月8日 | 未実施             |                                        |                      |
| 七保町葛野           | ななほまちかずの         | 1954年8月8日 | 未実施             |                                        |                      |
| 七保町駒宮           | ななほまちこまみや       | 1954年8月8日 | 未実施             |                                        |                      |
| 七保町下和田         | ななほまちしもわだ       | 1954年8月8日 | 未実施             |                                        |                      |
| 七保町瀬戸           | ななほまちせと           | 1954年8月8日 | 未実施             |                                        |                      |
| 七保町奈良子         | ななほまちならご         | 1954年8月8日 | 未実施             |                                        |                      |
| 七保町林             | ななほまちはやし         | 1954年8月8日 | 未実施             |                                        |                      |
| 猿橋町朝日小沢       | さるはしまちあさひおざわ | 1954年8月8日 | 未実施             |                                        |                      |
| 猿橋町伊良原         | さるはしまちいらばら     | 1954年8月8日 | 未実施             |                                        |                      |
| 猿橋町小沢           | さるはしまちおざわ       | 1954年8月8日 | 未実施             |                                        |                      |
| 猿橋町小篠           | さるはしまちおしの       | 1954年8月8日 | 未実施             |                                        |                      |
| 猿橋町桂台一〜三丁目 | さるはしまちかつらだい   |              | 未実施             |                                        | 町名地番整理実施区域 |
| 猿橋町猿橋           | さるはしまちさるはし     | 1954年8月8日 | 未実施             |                                        |                      |
| 猿橋町殿上           | さるはしまちとのうえ     | 1954年8月8日 | 未実施             |                                        |                      |
| 猿橋町藤崎           | さるはしまちふじさき     | 1954年8月8日 | 未実施             |                                        |                      |
| 富浜町鳥沢           | とみはままちとりさわ     | 1954年9月8日 | 未実施             |                                        |                      |
| 富浜町宮谷           | とみはままちみやたに     | 1954年9月8日 | 未実施             |                                        |                      |
| 梁川町新倉           | やながわまちあらくら     | 1954年8月8日 | 未実施             |                                        |                      |
| 梁川町塩瀬           | やながわまちしおぜ       | 1954年8月8日 | 未実施             |                                        |                      |
| 梁川町立野           | やながわまちたちの       | 1954年8月8日 | 未実施             |                                        |                      |
| 梁川町綱の上         | やながわまちつなのうえ   | 1954年8月8日 | 未実施             |                                        |                      |

### 人口
| |                                        |  |
| 大月市と全国の年齢別人口分布（2005年） | 大月市の年齢・男女別人口分布（2005年） |  |
| ■紫色 ― 大月市 ■緑色 ― 日本全国 | ■青色 ― 男性 ■赤色 ― 女性              |  |
| 大月市（に相当する地域）の人口の推移 \| 1970年（昭和45年） \| 36,858人 \| \| \| 1975年（昭和50年） \| 36,766人 \| \| \| 1980年（昭和55年） \| 35,404人 \| \| \| 1985年（昭和60年） \| 34,914人 \| \| \| 1990年（平成2年） \| 34,941人 \| \| \| 1995年（平成7年） \| 35,199人 \| \| \| 2000年（平成12年） \| 33,124人 \| \| \| 2005年（平成17年） \| 30,879人 \| \| \| 2010年（平成22年） \| 28,120人 \| \| \| 2015年（平成27年） \| 25,419人 \| \| \| 2020年（令和2年） \| 22,512人 \| \| |                                        |  |
| 総務省統計局 国勢調査より |                                        |  |
| 1970年（昭和45年） | 36,858人                               |  |
| 1975年（昭和50年） | 36,766人                               |  |
| 1980年（昭和55年） | 35,404人                               |  |
| 1985年（昭和60年） | 34,914人                               |  |
| 1990年（平成2年） | 34,941人                               |  |
| 1995年（平成7年） | 35,199人                               |  |
| 2000年（平成12年） | 33,124人                               |  |
| 2005年（平成17年） | 30,879人                               |  |
| 2010年（平成22年） | 28,120人                               |  |
| 2015年（平成27年） | 25,419人                               |  |
| 2020年（令和2年） | 22,512人                               |  |

### 隣接自治体
山梨県
- 上野原市
- 都留市
- 甲州市
- 笛吹市
- 南都留郡：富士河口湖町
- 北都留郡：小菅村

## 歴史

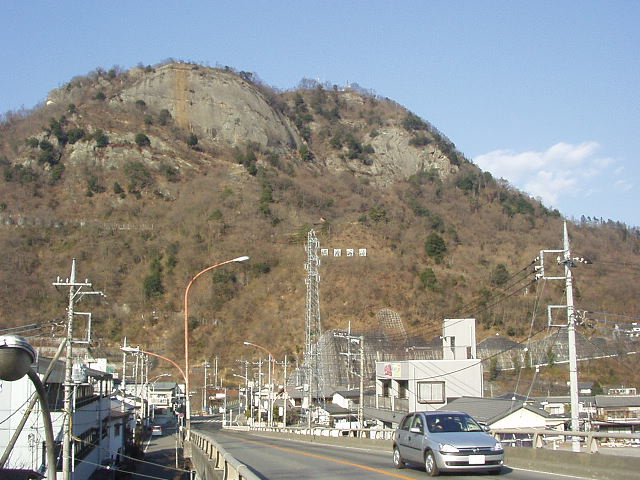
市街地の北側に岩殿山がそびえる。

猿橋（日本三奇橋）

### 先史
郡内地方は相模川水系をはじめとする河川の河岸段丘上に多くの考古遺跡が散在し、市域でも縄文時代の遺跡は80か所以上が確認されており、定住痕跡もみられる。
郡内では平坦地に乏しいため縄文後晩期には遺跡数が減少し、弥生時代以降の遺跡は極めて少ない。

### 古代
律令制下には都留郡福地郷・征茂郷に比定されている。奈良・平安時代の遺跡では大月遺跡、原田遺跡、太田ヶ原遺跡などがあり、古墳時代から継続的に集落が営まれてきた。また、笹子川流域においては甲府盆地東端との交流も考えられている。

### 中世
市域西部の波加利荘は平安時代に武蔵七党横山党の分流古郡氏の旧領で、鎌倉時代の建暦3年（1213年）に古郡氏が和田合戦に荷担して滅亡した後には宣陽門院領となり、武田氏や島津氏が地頭となっている。
戦国期に郡内領主として出現する小山田氏が都留市域に本拠を構え、大月市域でも郷村支配が確認されている。岩殿山は修験者からの信仰を集めた霊山で、小山田氏や国中地方の武田氏、江戸期には谷村藩主秋元氏らの保護をうけた円通寺があった。
市域東部の猿橋は百済の渡来人が架橋した伝説を伝え日本三奇橋の一つに数えられているが、交通の要衝でもある付近の地域呼称でもあった。
『鎌倉大草紙』に拠れば、応永34年には関東公方の足利持氏が武田信長追討のために一色持家を派遣し、猿橋の地で合戦が行われたという。また、戦国時代には大永4年（1524年）に武田信虎が猿橋を拠点に相模国奥三方（神奈川県津久井郡）まで出陣して北条氏綱と戦っている。郡内領主の小山田氏は武田に服属し、岩殿山に岩殿山城を築いている。

### 近世
江戸時代には甲州街道の宿場が整備され、街道の45の宿場のうち12宿が現在の大月市内にあった。
江戸からの往来が盛んとなり、奇橋猿橋は荻生徂徠『峡中紀行』や歌川広重などの旅行者等によって紹介された。
山間部である郡内の特徴として田地は少なく、市域の生業は焼畑による畑作のほか宿場での駄賃稼ぎや林業などの山稼ぎや養蚕、農間余業として郡内織と呼ばれる織物生産を行い、谷村や上野原の市場へ出荷していた。

### 近代
第二次世界大戦後期は日本を空襲するB-29が富士山から東京空襲のため東に向かう経路にあることから、陸軍の防空監視哨が複数設けられた。
1945年8月13日、終戦の2日前に市内の工場への空襲があり勤労動員されていた生徒らが被害を受けた。

### 現代
織物産業は戦後一時期まで基幹産業であったが、現在では衰退している。
市内に勤務先は乏しく交通機関の整備により東京圏に汲み込まれ、勤労者の多くが東京都多摩地域の企業などに通勤している。
ただし2000年頃から長期不況による都心回帰現象により通勤者及び人口は減少しつつある。

### 沿革
- 1954年（昭和29年）
  - 8月8日 - 北都留郡大月町、猿橋町、七保町、笹子村、賑岡村、初狩村及び梁川村が合併して、大月市が発足する。
  - 9月8日 - 北都留郡富浜村を編入する。

## 政治

### 行政

#### 市長
- 市長：小林信保（2019年8月6日就任[4]、2期目）

## 施設

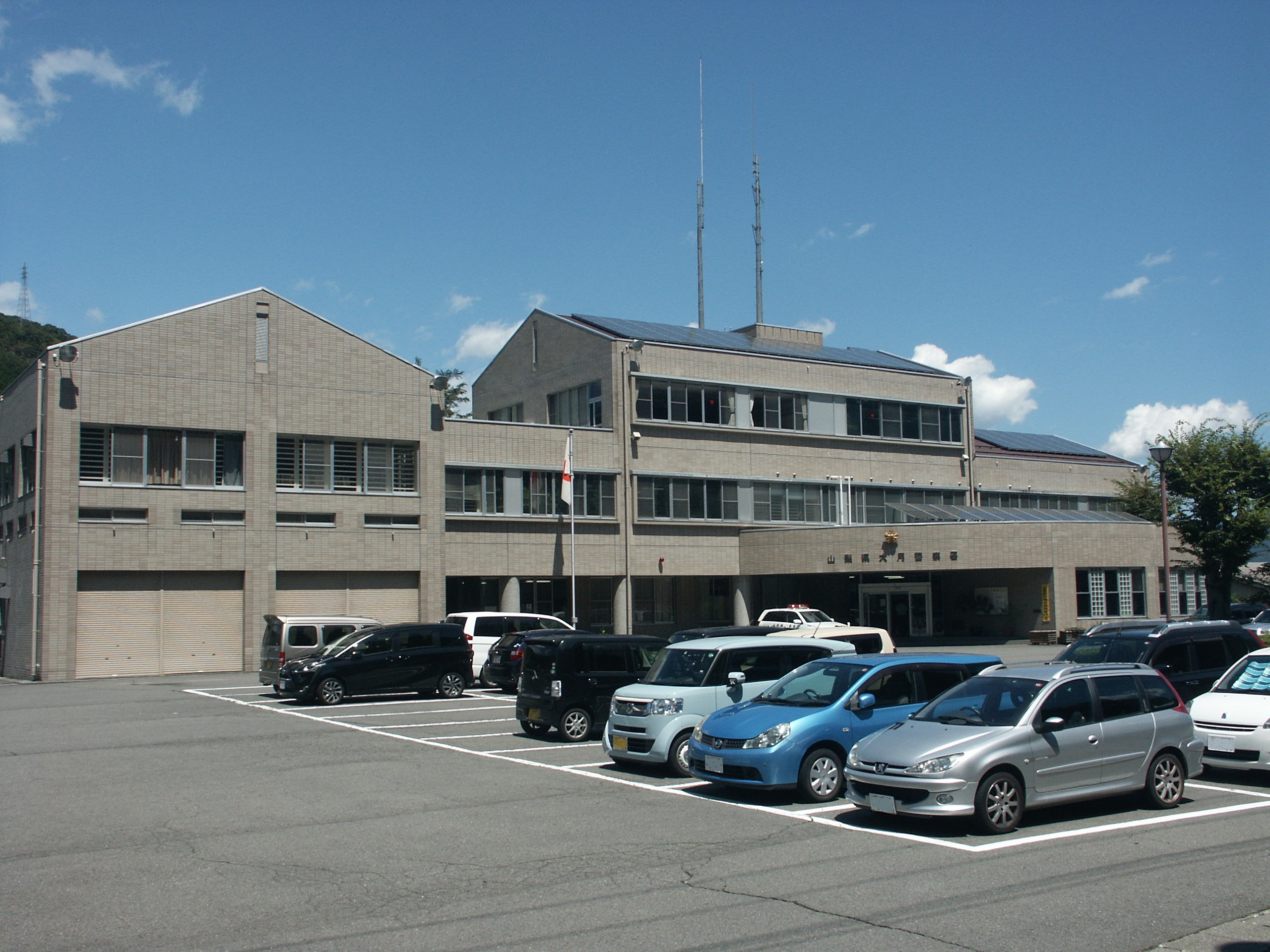
大月警察署

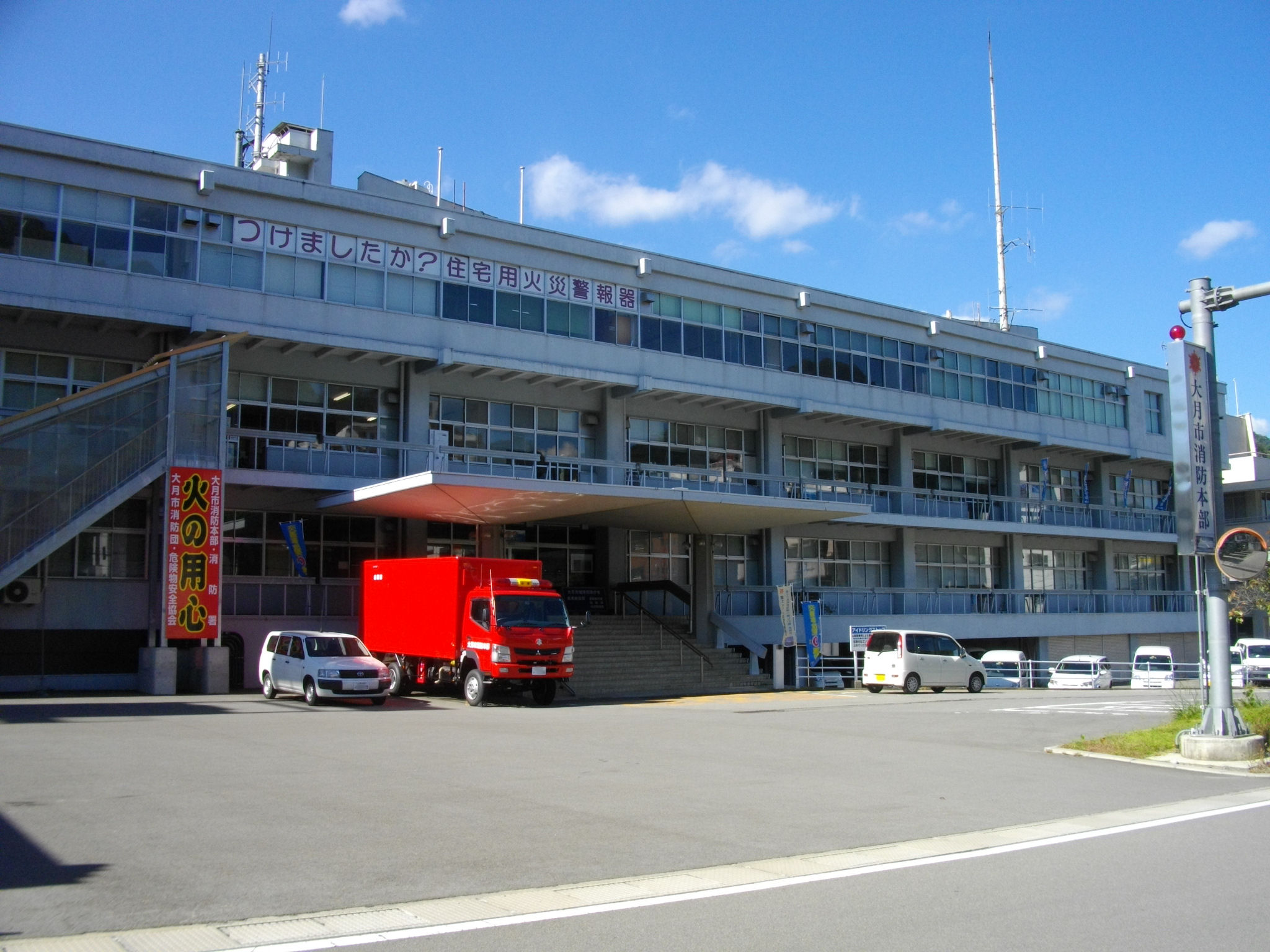
大月市消防本部

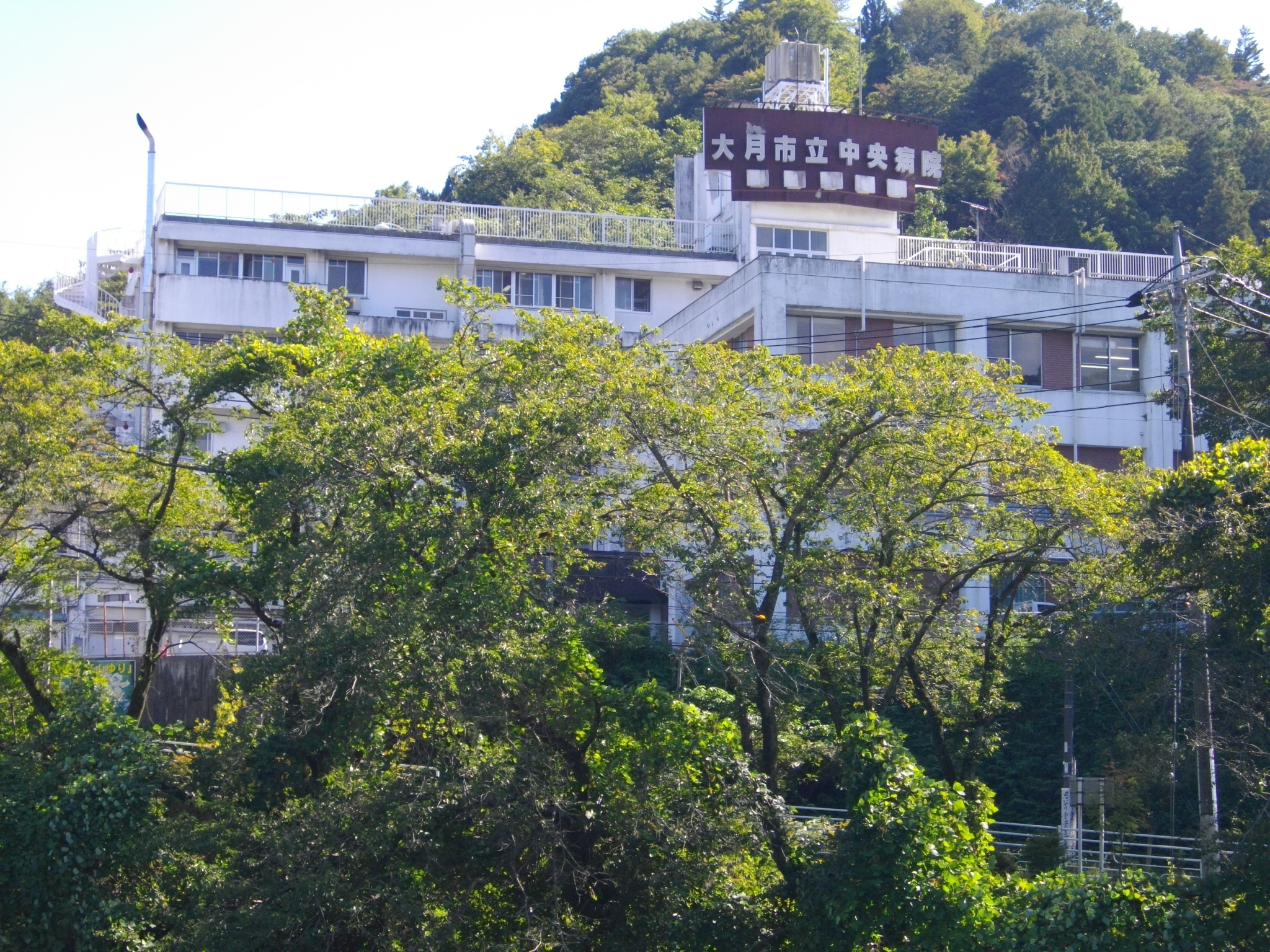
大月市立中央病院

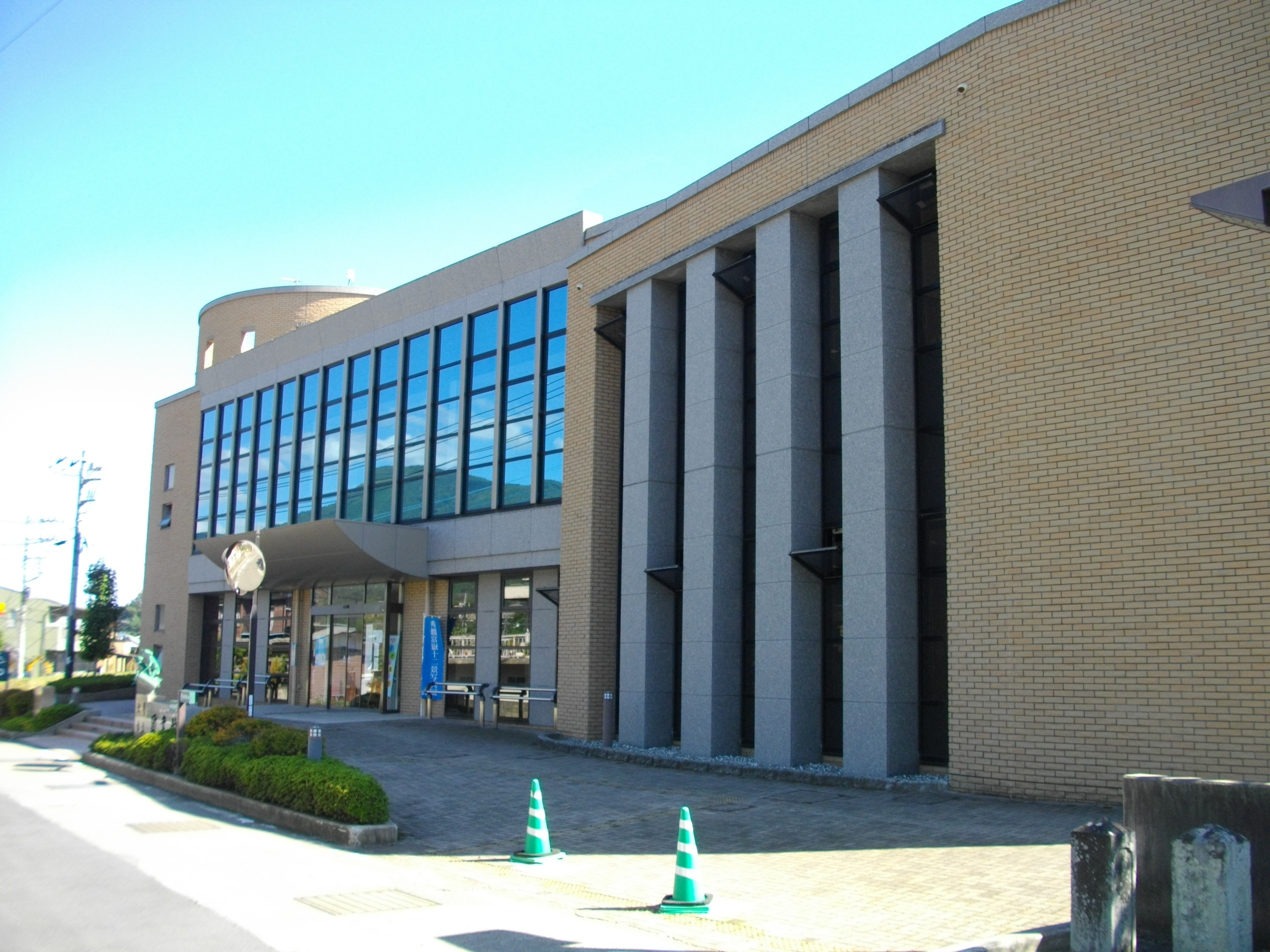
大月市立図書館

### 警察
本部
- 山梨県警察 大月警察署

交番
- 大月駅前交番

### 消防
本部
- 大月市消防本部

消防署
- 大月市消防署（大月市大月町花咲1608-19）

### 医療
主な病院
- 大月市立中央病院

### 郵便局
郵便番号
- 401-00xx - 大月郵便局管轄（下記以外）
- 409-05xx - 上野原郵便局管轄（富浜町、梁川町）
- 409-06xx - 上野原郵便局管轄（七保町、猿橋町）

### 図書館
主な図書館
- 大月市立図書館

### 文化施設
資料館
- 大月市郷土資料館

## 生活基盤

### ライフライン

#### 電力
- 東京電力
  - 葛野川PR館

#### 電信
- NTT東日本

市外局番
- 0554-xx - 大月MA（上野原市、大月市、都留市、道志村）

## 教育

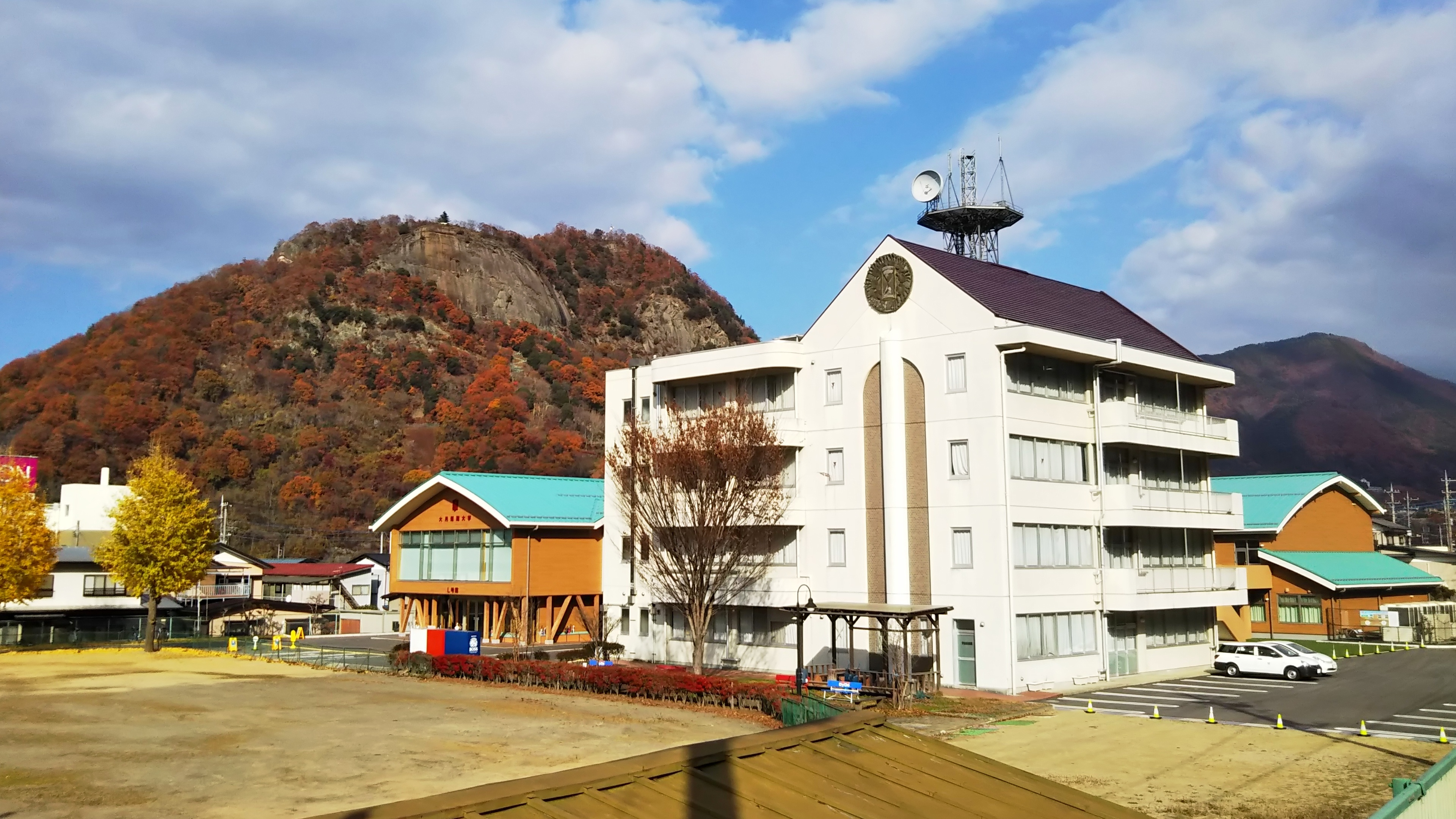
大月市立大月短期大学

市内の小中学校は小規模校が多く、児童数減少で複式学級化も予測されたため、2006年6月に小学校5校、中学校2校への統合計画が作成され、2016年までに統合を完了した。

### 短期大学
市立
- 大月市立大月短期大学

### 高等学校
県立
- 山梨県立都留高等学校

私立
- 自然学園高等学校※本部･通信制キャンパスが所在

### 中学校
市立
- 大月市立大月東中学校
- 大月市立猿橋中学校

### 小学校
市立
- 大月市立大月東小学校
- 大月市立猿橋小学校
- 大月市立鳥沢小学校
- 大月市立七保小学校
- 大月市立初狩小学校

### 特別支援学校
県立
- 山梨県立やまびこ支援学校

## 交通

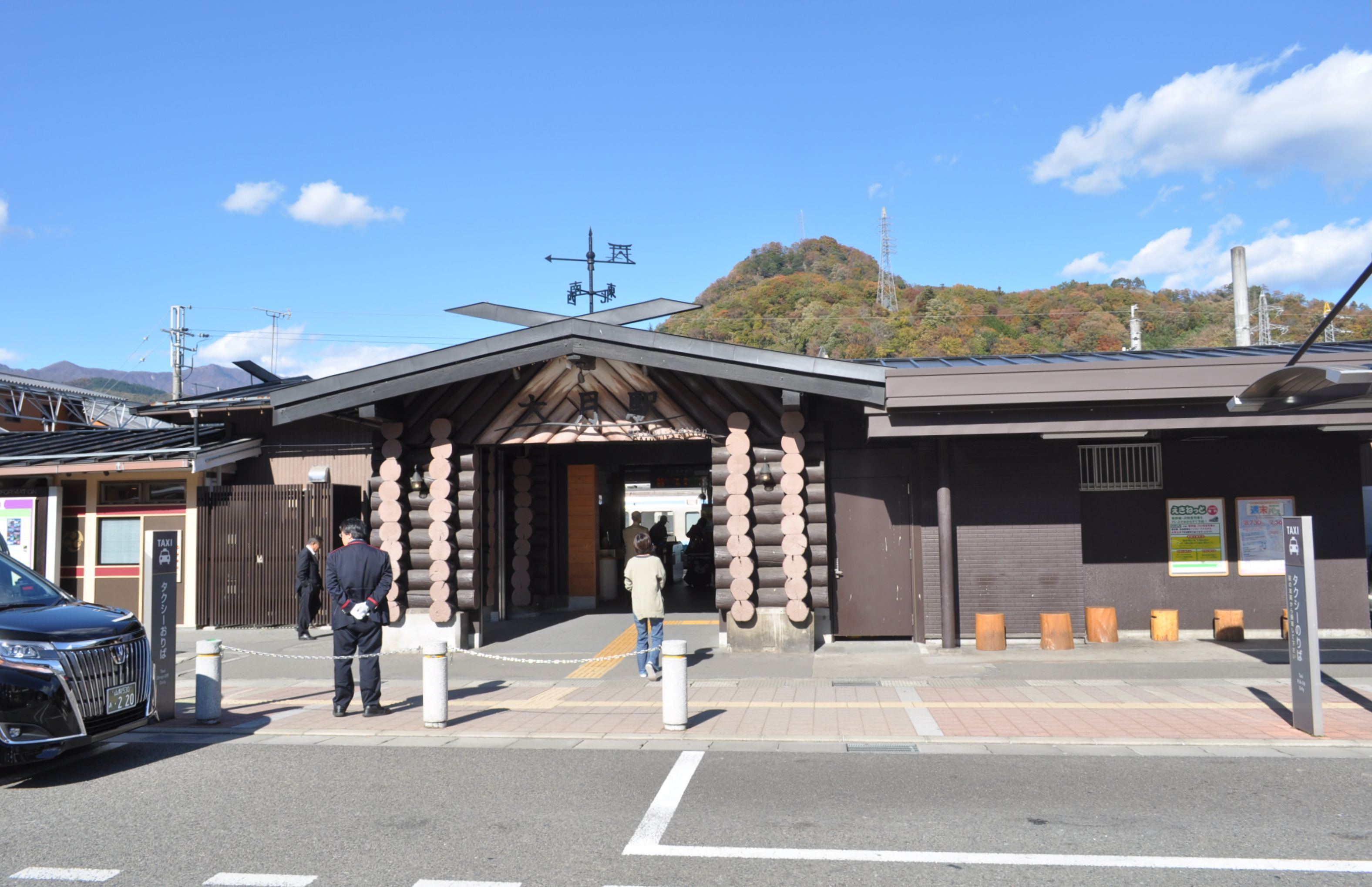
大月駅

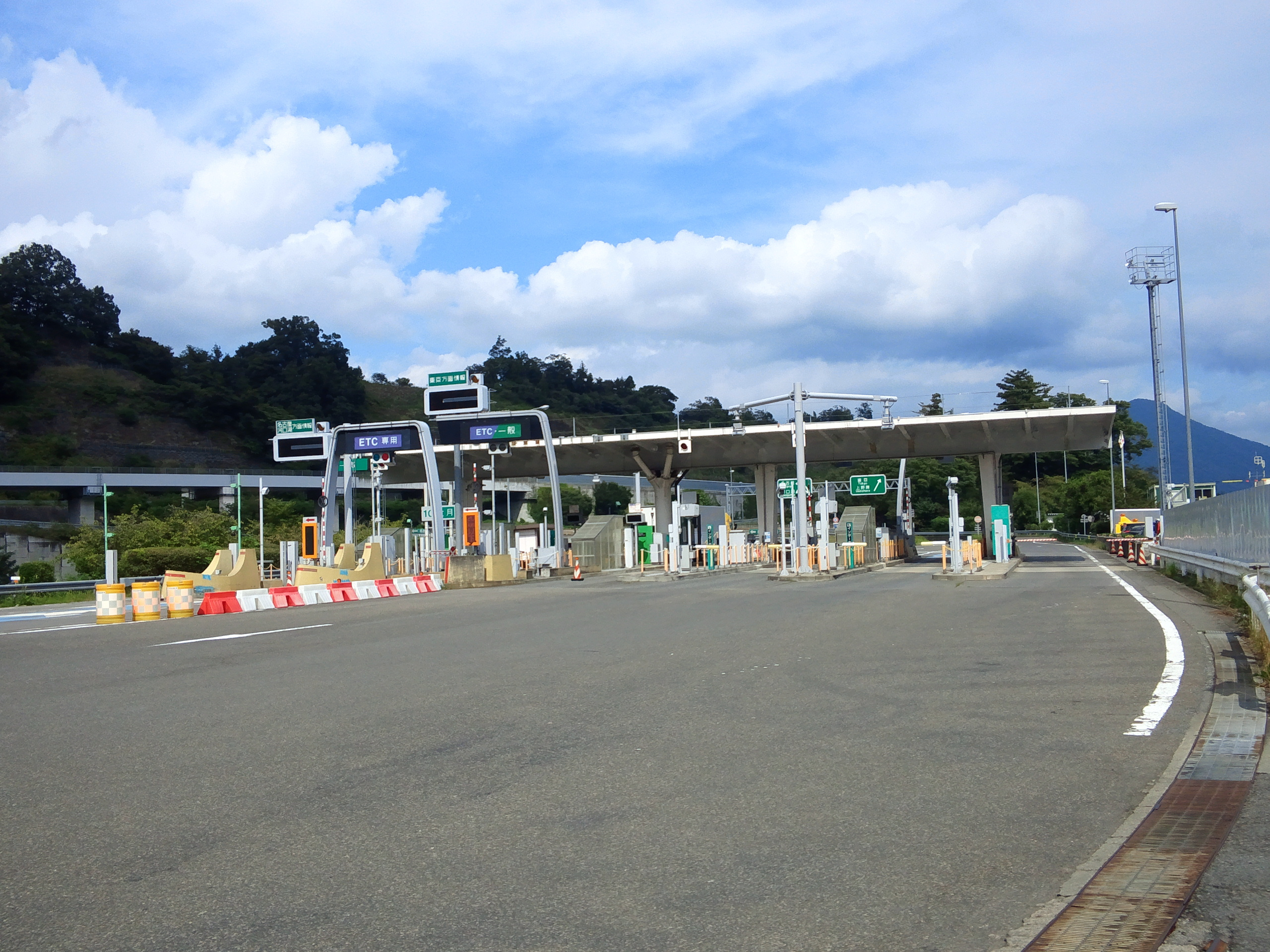
大月IC

### 鉄道
中心となる駅：大月駅

#### 鉄道路線
東日本旅客鉄道（JR東日本）
- ■■中央本線：（上野原市）- 梁川駅 - 鳥沢駅 - 猿橋駅 - 大月駅 - 初狩駅 - 笹子駅 -（甲州市）

富士山麓電気鉄道
- ■富士急行線（大月線）：大月駅 - 上大月駅 -（都留市）

### バス

#### 路線バス
- 富士急バス

### 道路

#### 高速道路
中央自動車道
- E20 本線：（上野原市）- 大月IC - 大月JCT - 初狩PA -（甲州市）
- E68 富士吉田線：大月IC - 大月JCT -（都留市）

#### 国道
- 国道20号（甲州街道）
桂川渓谷沿いの屈曲した道路のため自然災害による通行止が多々ある。バイパス道路（大月バイパス）開通後は、渋滞も以前と比べれば解消されている。
- 国道139号

## 観光
JR東日本中央本線は東京駅からの直通電車があり、中央自動車道の大月インターチェンジがある等、東京方面からの交通の便が良く、本格的な自然、甲州街道沿いの歴史文化や富士山の眺望などを特徴としている。一方、富士五湖地域や観光果樹園などが多い峡東地域に比べると観光の魅力が弱く、これらの観光地への通過地となっているという指摘もなされている。
また、大月市には桃太郎にまつわる数々の伝説が残っている。2021年10月には桃太郎会サミットを開催するなど、大月桃太郎伝説で地域活性化を目指している。

### 名所・旧跡
主な城郭
- 岩殿山城 - 岩殿山ふれあいの館。県指定史跡。

主な寺院
- 宝鏡寺
  - 薬師堂

主な神社
- 三嶋神社

主な遺跡
- 宮谷白山遺跡 - 縄文時代中期のものと考えられる集落跡。
- 鎌田氏館跡 - 鎌田兵衛尉の屋敷跡

主な史跡
- 猿橋 - 日本三奇橋の一つ。付近の桂川とともに名勝指定。
- 八ツ沢発電所一号水路橋 - 水路橋を含む発電施設が国の重要文化財に指定。
- 星野家住宅 - 旧宿場町の下花咲の本陣跡。国の重要文化財に指定。
- 旧今井医院 - 大正初期の洋風建築。国の登録有形文化財。
- 笹子隧道 - 国の登録有形文化財。

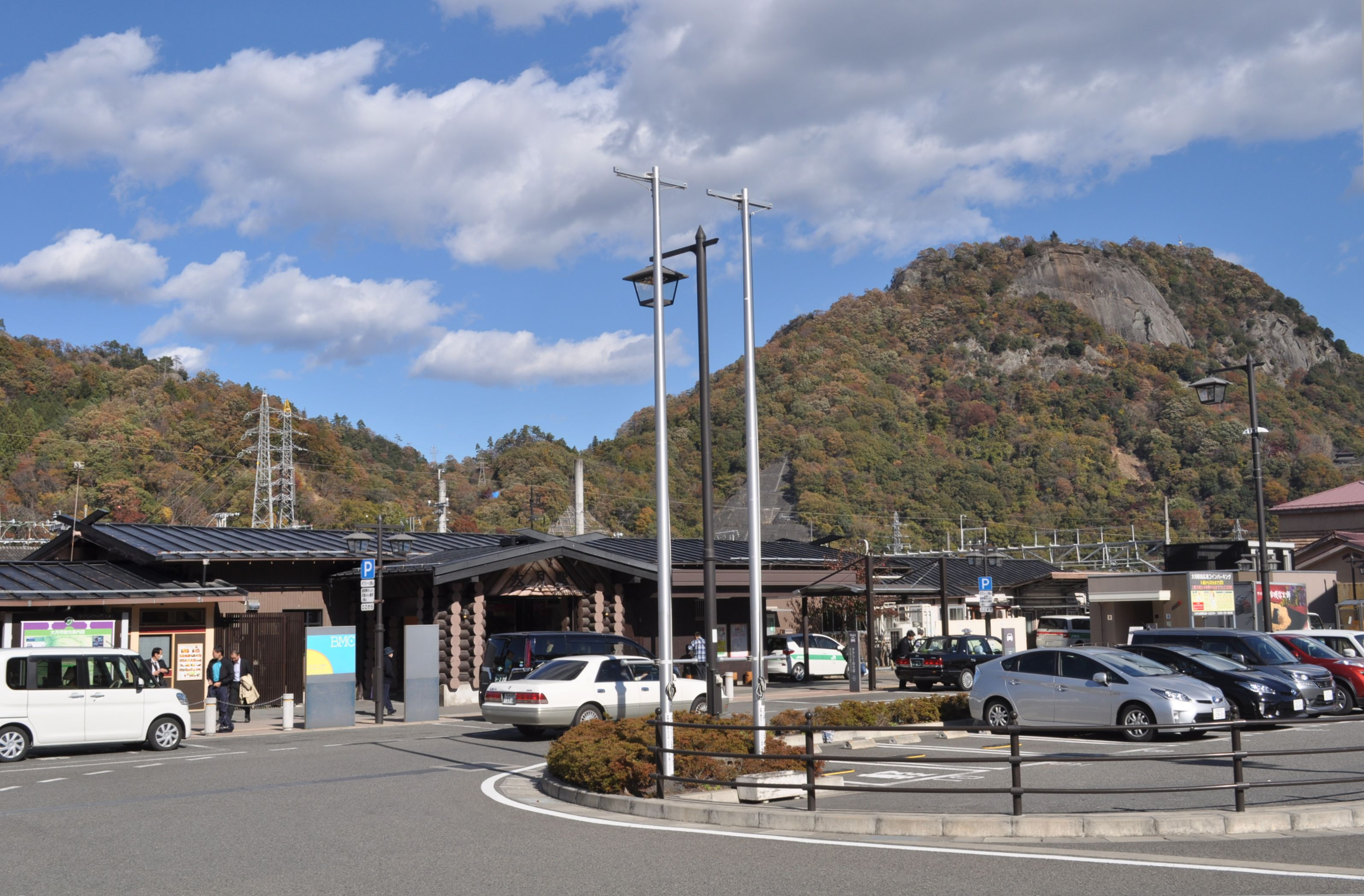
大月駅から見た岩殿山（2017年11月）

### 観光スポット
施設
- 大月市郷土資料館
- 東京電力葛野川PR館
- 桂川ウェルネスパーク
- 大月エコの里
- 笹一酒造酒遊館 - ギネスブックに登録されている和太鼓がある。
- 精進場 - 江時代の富士講の旅行客が現在の世界文化遺産富士山に登るときに身を清めた場所（大月市富浜町宮谷新道の桂川の傍）
- ユネスコ　甲武信エコパーク（大月市）

温泉
- 真木温泉

登山・ハイキング
- 秀麗富嶽十二景 - 大月市域内にあり、富士山を望む優れた景観がある場所として、 山梨県大月市が1992年に定めた12の山域（山頂）。
- 笹子峠

娯楽施設
- 白猿座 - 劇場・映画館（～1960年代）
- 鳥沢映画劇場 - 映画館（～1960年代）
- 七保映画劇場 - 映画館（～1960年代）
- 橋栄映画劇場 - 映画館（～1960年代）
- えくらん座 - 劇場・映画館（～1960年代）
- 明月座 - 劇場・映画館（～1970年代）
- 大月シネマ - 映画館（～1980年代）

## 文化・名物

### 方言
大月などの郡内方言は、西関東方言のエリアになるが、アとエの中間のような発音に置き換えられるものがある。（例）泣いている→にゃーてる。これは、静岡弁の影響が強いという説がある。
また、「食べるら?（食べるでしょ）」「もう行くら?（もう行くでしょ）」と語尾に「ら」をつけることも多い。これは長野・山梨・静岡方言（ナヤシ方言）で広く用いられる話法でもある。

### 文化財

#### 無形文化財
- 追分の人形芝居 - 笹子峠のふもと、新田地区に18世紀の頃より受け継がれてきた人形浄瑠璃芝居。
- 笹子餅-みどりや（初狩）
- 猿橋饅頭-猿橋で売っている白餡饅頭。
- にごみ-大月で売っているうどんに白味噌と大根と油揚げで煮込んだもの。

## 出身関連著名人

### 出身著名人
- 小林宏治 - 実業家、日本電気株式会社名誉会長
- 天野建 - 政治家、元山梨県知事
- 白簱史朗 - 山岳写真家
- 矢頭高雄 - プロ野球選手
- 西村一孔 - プロ野球選手
- 西村公一 - プロ野球選手
- 小林多門 - 政治家、衆議院議員
- 泉守紀 - 政治家、元沖縄県知事
- 石井由己雄 - 政治家、元大月市長
- 小林信保 - 政治家、現大月市長
- 村上雅則 - プロ野球選手、日本人初のメジャーリーガー
- 小林雅英 - プロ野球選手
- 三遊亭小遊三 - 落語家、『笑点』レギュラーメンバー
- 林家正雀 - 落語家
- おまたかな - 舞台女優、声優
- 富田智美 - 元山梨放送アナウンサー
- 平井昌平 - 旧広里村出身、大日本帝国海軍少将
- 西室覚 - 政治家、元大月市長
- 秋山重友 - 政治家、元大月市長